# آگوستی ویارونگا
آگوستی ویارونگا (کاتالونیایی: Agustí Villaronga؛ ۴ مارس ۱۹۵۳ - ۲۲ ژانویهٔ ۲۰۲۳) بازیگر، کارگردان و فیلم‌نامه‌نویس اهل اسپانیا بود. وی از سال ۱۹۷۶ میلادی تا زمان مرگش در سال ۲۰۲۳ به فعالیت حرفه‌ای مشغول بود. فیلم فرزند ماه او در جشنواره فیلم کن ۱۹۸۹ به نمایش درآمد و فیلم دیگر او نان سیاه علاوه بر ربودن جایزهٔ گویای بهترین کارگردانی، به عنوان نمایندهٔ اسپانیا جهت رقابت برای جایزه اسکار بهترین فیلم بین‌المللی در هشتاد و چهارمین دوره جوایز اسکار انتخاب شد که البته به فهرست نهایی نامزدها راه نیافت.
از فیلم‌ها یا مجموعه‌های تلویزیونی دیگری که وی در ساخت آن‌ها نقش داشته است، می‌توان به دریا و میهمان ناخوانده اشاره کرد.
او در ۱ دسامبر ۲۰۲۲ «مدال زرین شایستگی در هنرهای زیبا» را دریافت کرد.